# 臺北人
《臺北人》為白先勇於1971年集結終1960年代於《現代文學》發表的14篇短篇小說而出版的小說集。由台灣晨鐘出版社出版，叢書編號：「晨鐘文叢 27」，初版於1971年發行， 並曾於1997年、2002年再版。

## 內容
小說集中各篇長短不同，寫作技巧也相異，但題材皆關於1950年代從中國大陸來台灣的形形色色的人們以及他們的生活。書中收錄14篇小說包含〈永遠的尹雪豔〉、〈一把青〉、〈歲除〉、〈金大班的最後一夜〉、〈那片血一般紅的杜鵑花〉、〈思舊賦〉、〈梁父吟〉、〈孤戀花〉、〈花橋榮記〉、〈秋思〉、〈滿天裏亮晶晶的星星〉、〈遊園驚夢〉、〈冬夜〉、〈國葬〉。部份篇章曾於1967年文星書局出版的《謫仙記》中收錄。小說集雖以台北為名，然書中所寫的並非土生土長的台北人的故事，或對台北的感情。全書對台灣土地上的人文世故一筆帶過，著力描寫大陸遷台外省族群在台北的生活。

## 評價
部分專家如白先勇與符立中等人，認為本書的敘述技巧師法詹姆斯·喬伊斯的《都柏林人》，堪稱當代中國小說的經典。哈佛大學教授韓南讚揚本書為「當代中國短篇小說的最高成就」。除了關於本書的文學史定位之外，針對書中涉獵的各個主題，亦累積許多相關研究，例如以〈永遠的尹雪豔〉探討憎女理論，或是探討書中的空間意象、當代臺北的休閒育樂等。
本書曾被譯為包括英文在內的多國語言版本，其中的短篇故事也曾經被編成影視、戲劇之劇本於台灣、香港等地上演，也曾經拍成電影，例如：
- 遊園驚夢，1982年改編舞台劇，由盧燕、歸亞蕾、胡錦等人主演
- 金大班的最後一夜，1984年11月上映電影，由姚瑋、歐陽龍、沈海蓉等人主演
- 孤戀花 (1985年電影) ，由姚瑋、陸小芬、柯俊雄等人主演
- 花橋榮記，1998年上映電影，由谢衍執導，由鄭裕玲、林健寰、顧寶明、郁方等人主演
- 孤戀花 (2005年電視劇) ，2005年4月電視劇，由袁詠儀、李心潔、高捷等人主演
- 金大班，2009年電視劇，由范冰冰、周渝民、方中信等人主演
- 遊園驚夢，2011年改編舞台劇，由魏海敏等人主演
- 一把青，2015年12月電視劇，由楊謹華、楊一展、天心、藍鈞天、連俞涵、吳慷仁等人主演